# Svenska riksdagsgruppen
Svenska riksdagsgruppen (schwedisch, finnisch Ruotsalainen eduskuntaryhmä) ist eine Fraktionsgemeinschaft im Finnischen Parlament. Sie wurde am 22. Mai 1907 gegründet und besteht aus den Abgeordneten der Schwedischen Volkspartei und des Wahlkreises Åland. Seit den Parlamentswahlen 2023 hat die Fraktionsgemeinschaft 10 Mitglieder. Aktueller Vorsitzender ist Otto Andersson, Mats Löfström ist erster und Anders Norrback zweiter stellvertretender Vorsitzender.

## Vorsitzende
- Vilhelm Rosenqvist (1907–1909)
- Karl Söderholm (1909–1914)
- Gösta Stenbäck (1914–1917)
- Karl Söderholm (1917)
- Ernst Estlander (1917–1924)
- Ragnar Furuhjelm (1924–1933)
- Ernst von Born (1933–1935)
- Ragnar Furuhjelm (1935–1944)
- Levi Jern (1944–1945)
- John Österholm (1945–1960)
- Sven Högström (1960–1964)
- Grels Teir (1964–1965)
- Kurt Nordfors (1965–1966)
- Grels Teir (1966–1968)
- Carl Olof Tallgren (1968–1970)
- Grels Teir (1970–1972)
- Carl Olof Tallgren (1972–1974)
- Henrik Westerlund (1974–1983)
- Ole Norrback (1983–1987)
- Elisabeth Rehn (1987–1990)
- Jörn Donner (1990–1991)
- Boris Renlund (1991–1995)
- Eva Biaudet (1995–1999)
- Ulla-Maj Wideroos (1999–2003)
- Christina Gestrin (2003–2004, 2004–2007)
- Ulla-Maj Wideroos (2007–2011)
- Mikaela Nylander (2011–2015)
- Anna-Maja Henriksson (2015–2016)
- Stefan Wallin (2016–2018)
- Thomas Blomqvist (2018–2019)
- Anders Adlercreutz (2019–2023)
- Otto Andersson (2023–)